# Afrika-Euroazija
Afrika-Euroazija (ili Afroeuroazija), superkontinent i najveća kopnena masa na svijetu na kojoj živi 85% ukupnog stanovništva. Tipično se dijeli na kontinente Afriku i Euroaziju (koja je kulturno, ali ne i geografski, podijeljena na Europu i Aziju), a granicu između njih čini Sueski kanal. Povjesničari iz škole kulturnog materijalizma dijele je prema različitim poljoprivrednim sustavima na Euroaziju-Sjevernu Afriku i Subsaharsku Afriku (Za primjer vidi Oružje, klice i čelik.)
Neki geografi i povjesničari veliku kopnenu masu Afrike-Euroazije nazivaju i Euroafroazija ili Afroazija (zanemarivši europski poluotok), iako ti termini nikada nisu ušli u opću upotrebu. Afrika-Euroazija se ponekad naziva i Svjetskim otokom, posebice u geopolitici.
Stari svijet uključuje Afriku-Euroaziju i njene okolne otoke.
- Euroazija
  - Europa
  - Zapadna Azija
  - Južna Azija
  - Srednja Azija
  - Jugoistočna Azija
  - Istočna Azija
  - Sjeverna Azija
- Afrika
  - Sjeverna Afrika (ponekad postavljena u gornji popis)
  - Zapadna Afrika
  - Srednja Afrika
  - Istočna Afrika
  - Južna Afrika